# Specifična energija
Specifična energija ali masna energija je energija na enoto mase. Včasih se imenuje tudi gravimetrična gostota energije, ki se je ne sme zamenjevati z gostoto energije. Ta je definirana kot energija na enoto prostornine. Specifična energija se uporablja za količinsko opredelitev, na primer, shranjene toplote in drugih termodinamičnih lastnosti snovi, kot so specifična notranja energija, specifična entalpija, specifična prosta entalpija (Gibbsova prosta energija) in specifična Helmholtzeva prosta energija (Helmholtzeva energija). Uporablja se lahko tudi za kinetično energijo ali potencialno energijo telesa. Specifična energija je intenzivna količina, medtem ko sta energija in masa ekstenzivni količini / lastnosti.
Izpeljana enota SI za specifično energijo je džul (joule) na kilogram (J/kg). Druge enote, ki se še vedno uporabljajo po vsem svetu v nekaterih kontekstih, so kilokalorija na gram (Cal/g ali kcal/g), večinoma v živilskih temah, in vatne ure na kilogram (W⋅h/kg) na področju baterij. V nekaterih državah se na nekaterih inženirskih in uporabnih tehniških področjih uporablja imperialna enota britanska toplotna enota (BTU) na funt (Btu/lb).
Specifična energija ima enake enote kot specifična trdnost, povezane z največjo specifično energijo vrtenja, ki jo lahko ima telo, ne da bi se zaradi centrifugalne sile razletelo. Koncept specifične energije je povezan, a se razlikuje od pojma molske energije v kemiji, to je energije na mol snovi, ki uporablja enote, kot so džuli na mol ali starejše, a še vedno pogosto uporabljene kalorije na mol.

## Razpredelnica nekaterih pretvorb, ki niso v sistemu SI
Naslednja razpredelnica prikazuje faktorje za pretvorbo v J/kg nekaterih enot, ki niso v sistemu SI:
| enota  | ekvivalent SI |
| ------ | ------------- |
| kcal/g | 4.184 MJ/kg   |
| Wh/kg  | 3,6 kJ/kg     |
| kWh/kg | 3,6 MJ/kg     |
| Btu/lb | 2,326 kJ/kg   |
| Btu/lb | 2,32444 kJ/kg |

Za razpredelnuco, ki prikazuje specifično energijo mnogih različnih goriv in baterij, glej članek gostota energije.

## Ionizirajoče sevanje
Za ionizirajoče sevanje je grej (gray) enota SI za specifično energijo, ki jo absorbira snov, znana kot absorbirana doza, iz katere se izračuna enota SI sivert (sievert) za stohastični učinek na zdravje tkiv, znan kot ekvivalentna doza. Mednarodni odbor za uteži in mere navaja: »Da bi se izognili morebitni zamenjavi med absorbirano dozo {\displaystyle D\!\,} in ekvivalentno dozo  {\displaystyle H\!\,}, je treba uporabljati posebna imena za ustrezne enote, torej ime grej namesto džulov na kilogram za enoto absorbirane doze {\displaystyle D\!\,} in ime sievert namesto džulov na kilogram za enoto ekvivalentne doze {\displaystyle H\!\,}.«

## Gostota energije hrane
Gostota energije je količina energije na maso ali prostornino hrane. Gostoto energije hrane se lahko določi na etiketi tako, da se energijo na porcijo (običajno v kilodžulih ali kalorijah živila) deli z velikostjo porcije (običajno v gramih, mililitrih ali tekočih unčah). Energijska enota, ki se pogosto uporablja v prehranskih kontekstih v državah, ki ne uporabljajo metričnih enot (npr. ZDA), je »prehranska kalorija«, »kalorija živila« ali »Kalorija« z veliko začetnico »C« in se običajno okrajša »Cal«. Hranilna kalorija je enakovredna tisoč kemičnim ali termodinamičnim kalorijam (okrajšano »cal« z malo začetnico »c«) ali eni kilokaloriji (kcal). Ker se energijska vrednost hrane običajno meri v kalorijah, se gostota energija hrane običajno imenuje »kalorična gostota«. V metričnem sistemu je energijska enota, ki se običajno uporablja na etiketah hrane, kilodžul (kJ) ali megadžul (MJ). Gostota energije se tako običajno izraža v metričnih enotah cal/g, kcal/g, J/g, kJ/g, MJ/kg, cal/mL, kcal/mL, J/mL ali kJ/mL.
Gostota energije meri energijo, ki se sprosti, ko zdrav organizem presnovi hrano ob zaužitju (za izračun glej energija hrane). V aerobnih okoljih to običajno zahteva kisik kot vhod in ustvarja odpadne produkte, kot sta ogljikov dioksid in voda. Poleg alkohola so edini viri energije hrane ogljikovi hidrati, maščobe in beljakovine, ki predstavljajo devetdeset odstotkov suhe teže hrane. Zato je vsebnost vode najpomembnejši dejavnik pri izračunu gostote energije. Na splošno imajo beljakovine nižjo gostoto energije (≈ 16 kJ/g) kot ogljikovi hidrati (≈ 17 kJ/g), medtem ko maščobe zagotavljajo veliko večjo gostoto energije (≈ 38 kJ/g), 2 + 1⁄4-krat več energije. Maščobe vsebujejo več vezi ogljik-ogljik in ogljik-vodik kot ogljikovi hidrati ali beljakovine, kar daje večjo gostoto energije. Živila, ki večino energije pridobivajo iz maščob, imajo veliko večjo gostoto energije kot tista, ki večino energije pridobivajo iz ogljikovih hidratov ali beljakovin, tudi če je vsebnost vode enaka. Hranila z nižjo absorpcijo, kot so prehranske vlaknine ali sladkorni alkoholi, prav tako znižujejo gostoto energije hrane. Zmerna gostota energije bi bila od 1,6 do 3 kalorije na gram (7–13 kJ/g); v to kategorijo spadajo losos, pusto meso in kruh. Hrana z visoko gostoto energije več kot tri kalorije na gram (>13 kJ/g) in vključuje krekerje, sir, čokolado, oreščke in ocvrto hrano, kot so krompirjevi ali tortiljini čipsi.

## Gorivo
Gostota energije je včasih bolj uporabna kot specifična energija za primerjavo goriv. Na primer, tekoče vodikovo gorivo ima višjo specifično energijo (energijo na enoto mase) kot bencin, vendar veliko nižjo prostorninsko gostoto energije.
| - snov       | - gostota - [ kg/m3 ] | - relativna gostota | - specifična energija - [ MJ/kg ] | - gostota energije - [ MJ/L ] | - specifična energija - [ W⋅h/kg ] | - gostota energije - [ W⋅h/L ] |
| ------------ | --------------------- | ------------------- | --------------------------------- | ----------------------------- | ---------------------------------- | ------------------------------ |
| tekoči vodik | 70,85 kg/m            | –                   | - 141,86 - 119,98                 | - 10,044 - 8,491              | - 39.405,6 - 33.313,9              | - 2.790,0 - 2.358,6            |
| bencin       | –                     | 0,71 do 0,77        | 46,4                              | 34,2                          | 12.888,9                           | 9.500,0                        |

## Astrodinamika
V astrodinamiki se pogosto uporablja specifična mehanska energija, ne le energija, ker gravitacija spreminja kinetično in potencialno specifično energijo vozila na načine, ki so neodvisni od mase vozila, kar je skladno z zakonom o ohranitvi energije v Newtonovem gravitacijskem sistemu.
Specifična energija telesa, kot je meteoroid, ki pade na Zemljo zunaj Zemljine gravitacijske jame, je vsaj polovica kvadrata ubežne hitrosti 11,2 km/s. To znaša 63 MJ/kg (15 kcal/g ali 15 ton ekvivalenta TNT na tono). Kometi imajo še več energije in se običajno gibljejo glede na Sonce, ko so v Zemljini bližini, s približno kvadratnim korenom dvakratne hitrosti Zemlje. To znaša 42 km/s ali specifična energija 882 MJ/kg. Hitrost glede na Zemljo je lahko večja ali manjša, odvisno od smeri. Ker je hitrost Zemlje okrog Sonca približno 30 km/s, se lahko hitrost kometa glede na Zemljo giblje od 12 do 72 km/s, kar ustreza 2592 MJ/kg. Če bi komet s to hitrostjo padel na Zemljo, bi pridobil še 63 MJ/kg, kar bi skupaj znašalo 2655 MJ/kg s hitrostjo 72,9 km/s. Ker se ekvator premika s hitrostjo približno 0,5 km/s, ima hitrost udarca zgornjo mejo 73,4 km/s, kar pomeni, da je zgornja meja specifične energije kometa, ki zadene Zemljo, približno 2690 MJ/kg.
Če bi komet Hale-Bopp (s premerom 50 km) zadel Zemljo, bi uparil oceane in steriliziral Zemljino površino.

## Razno
- kinetična energija na enoto mase: {\displaystyle {\frac {1}{2}}v\!\,}, kjer je {\displaystyle v\!\,} hitrost (kar da J/kg pri {\displaystyle v\!\,} je v m/s). Glej tudi kinetična energija na enoto mase izstrelkov.
- potencialna energija glede na gravitacijo, blizu Zemlje, na enoto mase: {\displaystyle gh\!\,}, kjer je {\displaystyle g\!\,} pospešek zradi gravitacije (standardiziran kot ≈ 9,8 m/s2) in {\displaystyle h\!\,} višina nad referenčnim nivojem (kar daje J/kg pri {\displaystyle g\!\,} je v m/s2 in {\displaystyle h\!\,} v m).
- toplota: energije na enoto mase so specifična toplota krat temperaturna razlika in specifična talilna toplota in specifična izparila toplota.